# Žalkovice
Žalkovice är en ort i Tjeckien.   Den ligger i regionen Zlín, i den östra delen av landet, 230 km öster om huvudstaden Prag. Žalkovice ligger 198 meter över havet och antalet invånare är 563.
Terrängen runt Žalkovice är platt. Runt Žalkovice är det ganska tätbefolkat, med 96 invånare per kvadratkilometer. Närmaste större samhälle är Přerov, 9,3 km norr om Žalkovice. Trakten runt Žalkovice består till största delen av jordbruksmark.